# 108悍將
《108悍將》（英語：Danger Close: The Battle of Long Tan）是一部於2019年上映的澳大利亞戰爭片，由克里夫·史丹德執導，崔維斯·費米爾、路克·布萊西、丹尼爾·韋伯、亞歴山大·英格蘭、尼古拉斯·漢密爾頓和理查·羅森堡主演。故事主要描述越戰期間於南越福綏省隆新（現巴地頭頓省坦赭縣隆新社；片中音譯龍潭）所爆發的隆新戰役。該片2019年8月8日在澳大利亞上映。

## 劇情
1966年8月18日，在越戰期間，由澳大利亞和紐西蘭士兵組成的聯軍在南越隆新一處橡膠園遭到越軍的襲擊，因雙方人數懸殊，使澳紐聯軍持續處於下風並準備展開最後的決戰。

## 演員
- 崔維斯·費米爾飾演哈利·史密斯少校（英语：Harry Smith (Australian soldier)）
- 路克·布萊西飾演鮑勃·別克士官
- 丹尼爾·韋伯（英语：Daniel Webber (actor)）飾演保羅·拉爾吉上等兵
- 亞歴山大·英格蘭（英语：Alexander England）飾演傑克·柯比一等士官長
- 亞倫·格倫納內飾演莫里·斯坦利上尉
- 尼古拉斯·漢密爾頓（英语：Nicholas Hamilton）飾演諾艾爾·格里姆斯
- 邁爾斯·波拉德飾演法蘭克·萊利中尉
- 麥特·道倫（英语：Matt Doran） 飾 諾埃爾·福特
- 安東尼·海斯（英语：Anthony Hayes (actor)）飾演柯林·湯森中校
- 理查·羅森堡飾演大衛·傑克森准將（英语：Oliver David Jackson）
- 艾美·杜格爾飾演小帕蒂（英语：Little Pattie）

## 製作
主要拍攝2018年5月至2018年7月期間進行，其地點包括昆士蘭州的鄉村路演製片室、皮姆帕瑪、金格羅伊及尼朗附近。

## 外部連結
- 官方网站
- 互联网电影数据库（IMDb）上《108悍將》的资料（英文）
- Maps - Vietnam and Nui Dat - The Battle of Long Tan（页面存档备份，存于）